# Бумаколь
Бумаколь (каз. Бумакөл) — село в Бурлинском районе Западно-Казахстанской области Казахстана. Административный центр Бумакольского сельского округа. Находится примерно в 33 км к северо-западу от районного центра — города Аксай. Код КАТО — 273645100.

## Население
В 1999 году население села составляло 773 человека (372 мужчины и 401 женщина). По данным переписи 2009 года, в селе проживало 714 человек (355 мужчин и 359 женщин).